# 谷地恵美子
谷地 恵美子（やち えみこ、11月20日 - ）は、日本の漫画家。女性。青森県三沢市出身。東京都在住。血液型はB型。
1977年、「ココアはもうだめ」で第2回白泉社アテナ新人大賞第2席を受賞。1978年に、同作品が『花とゆめ』（白泉社）8号に掲載されデビュー。以後、同誌や『ASUKA』（角川書店）、『ヤングユー』（集英社）などに作品を掲載。
1990年代前半から漫画家の石井まゆみ、富永裕美と交流があり、家が隣同士で共に散歩や旅行に出かけるなど親交が厚い。

## 作品リスト
- 『つっぱりゾーン』白泉社〈花とゆめコミックス〉全2巻（『花とゆめ』1981年）
- 『すーぱぁキッド』白泉社〈花とゆめコミックス〉全6巻（『花とゆめ』1981年 - 1984年）
- 『ぴー夏がいっぱい』角川書店〈あすかコミックス〉全6巻（『ASUKA』1987年 - 1989年）
- 『かかってきなさい!』角川書店〈あすかコミックス〉全6巻（『ASUKA』1990年 - 1992年）
- 『サバス・カフェ』角川書店〈あすかコミックス〉全7巻（『ASUKA』1992年 - 1994年）
- 『オモチャたちの午後』集英社〈YOUNG YOU漫画文庫〉全6巻（『ヤングユー』）
- 『明日の王様』集英社〈ヤングユーコミックス〉全10巻、〈コミック文庫〉全6巻（『ヤングユー』）
- 『君住む夢都』集英社〈クイーンズコミックス〉全4巻（『ヤングユー』）
- 『すぐりの季節』集英社〈クイーンズコミックス〉全2巻（『ヤングユー』2004年 - 2005年）
- 『召しませ花を』集英社〈クイーンズコミックス〉全1巻（『ヤングユー』2004年）
- 『ムーンライト・キス』集英社〈クイーンズコミックス〉全1巻（『YOU』2006年 - 2007年）
- 『遥けし川を渡る』集英社〈クイーンズコミックス〉全1巻（『YOU』2010年）